# チーバくん

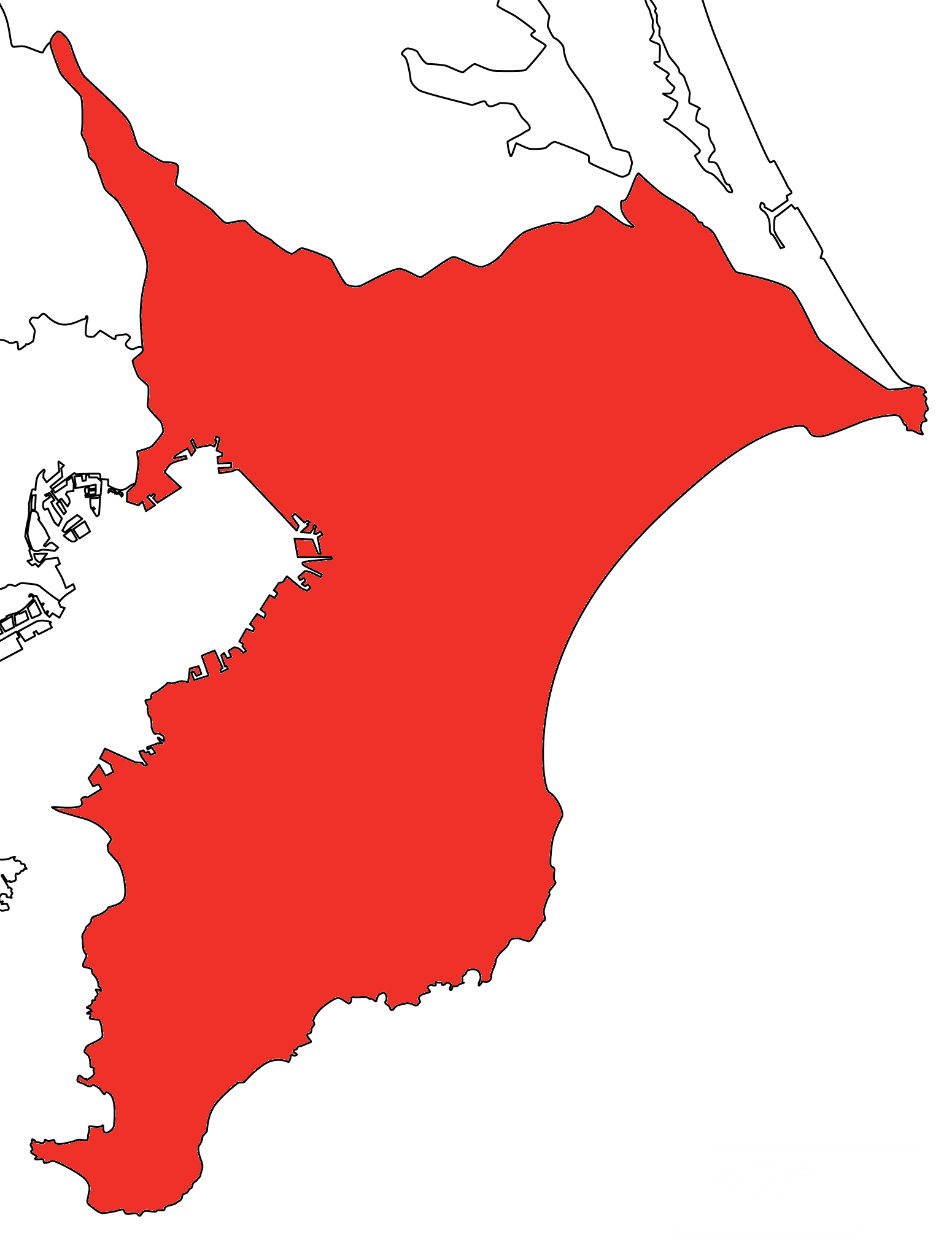
千葉県地図

チーバくん（英語: CHI-BA+KUN）は、千葉県のマスコットキャラクターである。2010年開催のゆめ半島千葉国体・ゆめ半島千葉大会のキャラクターとなった。

## 概要
姿は色が真っ赤で、横から見ると千葉県の形をしている。耳は東の銚子市付近、黒い鼻は北の野田市付近、目は印西市付近、足の爪先は館山市付近に相当する。舌が西の浦安市付近に相当するため、常に舌を出している。なお、着ぐるみでは、位置を正確に合わせると正立できないため、立った状態では館山市を中心に、全体に左に傾いている（のけぞると北部が本来の位置になる）。
デザインしたのは、市川市出身の絵本作家・イラストレーターで、Suicaのペンギンなどを手掛けた坂崎千春である。当初は県花の菜の花や名産の落花生をモチーフとしたものを考えようとしたがピンと来ず、千葉県の地図を見たところ「形が動物っぽい」と気付いた所をヒントにした。コンペティションでのアピールの必要性から本来の作風とは異なるデザインとなり、スポーツ大会のイメージにふさわしく情熱を表現した赤に決定した。
千葉県の地形をモチーフにしたマスコットの先例としては、ちば環境再生基金のPRキャラクターとして制定された「ちば犬」がある。これは、顔が千葉県の形をしていて、体色は黄色であった。
なお、坂崎や千葉県はチーバくんについて、「不思議な生き物」としており、ちば犬とは違い、犬ではないとしている。
千葉県の公式サイトには、チーバくんを使ったあらゆるデザインパターンが公開されていて、ヘルメットを被って自転車に乗った図柄などその数はおよそ200種類にも及び、千葉県に申請をすることにより使用許可を得ることができる。千葉県のロードバイクチームCircleCycleなど多くのスポーツチームやサークルがユニフォーム等のデザインに使用している。また、パソコン用の壁紙などの配布も行われている。
テーマソングは「ゆめみるチーバくん」。応援ソングは「不思議探検チーバ隊！」。

## 歴史

### ゆめ半島千葉国体のキャラクターとして
当初は、2010年のゆめ半島千葉国体・ゆめ半島千葉大会のマスコットキャラクターとして登場した。登場したのは2007年1月11日で、この日がチーバくんの誕生日である。2011年1月8日から1月10日まで、市川市にある千葉県立現代産業科学館で盛大にお誕生日会が開かれた。以降は毎年木更津市の三井アウトレットパーク 木更津が開催地になる。新型コロナウイルスの影響により、2021年は開催中止となり、2022年は浦安市文化会館にて観覧客を事前に抽選応募する形で行われた。
国体開催前から千葉県の体育大会や祭りなどで会場に現れていた。当初はなんだかよく分からないというのが県民の反応だったが、国体開催年になってから知名度と人気が急上昇。国体とは無縁なこども達を中心にチーバくんは非常に高い人気を集めた。関連商品の売上高は、販売を始めた2008年から2010年の2年間で、計9億7000万円を超えた。

### 千葉県のマスコットキャラクターへ
その後、2010年10月7日の知事森田健作の定例記者会見では、今後も千葉県のマスコットとして残したいとして、担当部局と相談しているとの発言があり、同年11月4日の知事定例記者会見で、2011年1月付けで千葉県のマスコットになることが決定した。同年7月12日には、さわやかちば県民プラザ入館者が600万人を突破し、記念品としてチーバくんの人形が贈呈された。
2018年5月10日、公式インスタグラムを開設すると、想定を上回るアクセス数のため、システムがダウンした。2018年5月12日時点で、公式Twitterには約25万件のフォロワーがおり、自治体マスコットキャラクターのツイッターで日本2位を記録している。

## 「チーバくん」多角展開

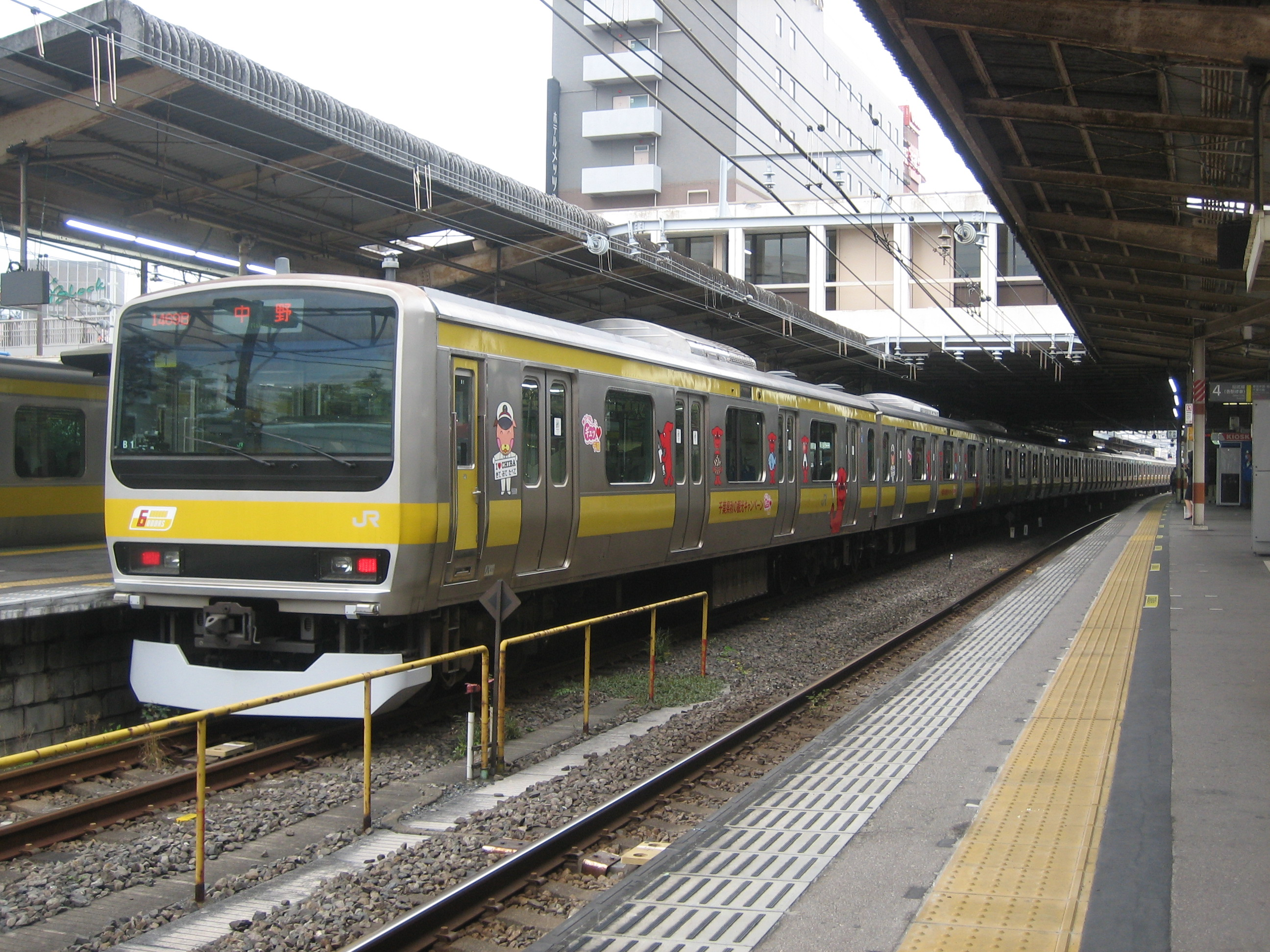
JR東日本チーバくんトレイン

- チーバくん大使 - 2011年より開始。千葉県の魅力を発信する在日外国人[17]。一部の大使が2012年4月-9月に『熱血BO-SO TV』（千葉テレビ放送）に出演していた。
- チーバくんプラザ（千葉県観光情報館） - 2012年4月に開業した三井アウトレットパーク 木更津（木更津市）に設けられている観光情報施設[18]。
- チーバくんトレイン - 2014年9月1日から11月30日までちばプロモーション協議会が実施する秋の全県統一観光キャンペーン「魅力いっぱい ギュッ♡と千葉」と一体となった房総の観光キャンペーンを実施に合わせ、JR東日本中央・総武緩行線で「チーバくん」と同社千葉支社マスコットキャラクター「駅長犬」が共同したラッピングトレイン（JR東日本E231系電車使用）「チーバくんトレイン」が運行された[19]。